# Pentace
Pentace är ett släkte av malvaväxter. Pentace ingår i familjen malvaväxter.

## Dottertaxa tillPentace, i alfabetisk ordning[1]
- Pentace acuta
- Pentace adenophora
- Pentace borneensis
- Pentace burmanica
- Pentace chartacea
- Pentace concolor
- Pentace cordifolia
- Pentace corneri
- Pentace curtisii
- Pentace discolor
- Pentace erectinervia
- Pentace excelsa
- Pentace eximia
- Pentace floribunda
- Pentace grandiflora
- Pentace griffithii
- Pentace hirtula
- Pentace laxiflora
- Pentace macrophylla
- Pentace macroptera
- Pentace microlepidota
- Pentace oligoneura
- Pentace perakensis
- Pentace polyantha
- Pentace rigida
- Pentace strychnoidea
- Pentace subintegra
- Pentace sumatrana
- Pentace triptera
- Pentace truncata